# Igor Subbotin
Igor Subbotin (* 26. Juni 1990 in Tallinn, Estland) ist ein estnischer Fußballspieler, der beim estnischen Erstligisten FC Nõmme Kalju spielt.

## Karriere

### Verein
Igor Subbotin begann seine Laufbahn in der Jugend des FC Levadia Maardu, der ab 2007 als FC Levadia Tallinn fungierte. Er debütierte für das Profiteam in der Meistriliiga Saison 2009. Zuvor war er jahrelang in den zahlreichen Jugendmannschaften sowie der zweiten Mannschaft in der Esiliiga aktiv gewesen. Bereits kurze Zeit nach der Berufung in die Erste Mannschaft konnte sich Subbotin einen Stammplatz erkämpfen. Mit dem Hauptstadtklub gelang dem Mittelfeldspieler in den folgenden Jahren eine sehr erfolgreiche Zeit die durch einige Titelerfolge darunter zweimal die Meisterschaft und sogar dreimal der Sieg im Estnischen Pokal gekrönt wurde.

### Nationalmannschaft
Igor Subbotin spielte von 2008 bis 2009 in der U-19 von Estland, für die er in diesem Zeitraum mehr als 20-mal zum Einsatz kam. Ab 2010 stand er im Kader der Estnischen U-21. Im Mai 2014 debütierte Subbotin während des Baltic Cups in der Estnischen Nationalmannschaft im Spiel gegen Finnland.

## Erfolge
- Estnischer Meister: 2009, 2013, 2014, 2018
- Estnischer Pokalsieger: 2010, 2012, 2014
- Estnischer Supercup: 2010, 2013, 2019